# Euceraia
Euceraia is een geslacht van rechtvleugeligen uit de familie sabelsprinkhanen (Tettigoniidae). De wetenschappelijke naam van dit geslacht is voor het eerst geldig gepubliceerd in 1927 door Hebard.

## Soorten
Het geslacht Euceraia omvat de volgende soorten:
- Euceraia abnormalis Bruner, 1915
- Euceraia acreana Piza, 1973
- Euceraia atrosignata Brunner von Wattenwyl, 1891
- Euceraia atryx Grant, 1964
- Euceraia cornuta Brunner von Wattenwyl, 1891
- Euceraia dynatra Grant, 1964
- Euceraia femorata Chopard, 1918
- Euceraia insignis Hebard, 1927
- Euceraia rufithorax Piza, 1950
- Euceraia rufovariegata Chopard, 1918
- Euceraia subaquila Grant, 1964